# Calupan
Calupan ou Caluppan ou Calupanus, mort en 576, est un diacre et un ermite de Haute-Auvergne, saint catholique fêté le 3 mars.

## Histoire
Calupan n'est connu que par le passage que Grégoire de Tours lui consacre dans La Vie des Pères.  Grégoire de Tours raconte qu'Avit de Vienne l'emmène rendre visite à l'ermite Calupan dans sa grotte de Méallet,. 
Calupan, probablement auvergnat d'origine, est un ancien moine de Méallet, près de Mauriac, qui ne s'adapte pas à la vie en communauté. En effet, les moines de Méallet suivent la règle d'Augustin, qui encourage le travail. Il essuie les critiques des autres moines parce que les pénitences qu'il s'inflige l'empêchent de travailler. Il préfère donc gagner la solitude et s'installer comme ermite,,. Il vit dans une grotte, située sur les pentes d'une montagne proche,. On y accède par un escalier très raide. La communication avec ses visiteurs se fait par une petite ouverture. On n'a pas retrouvé de trace archéologique de cette grotte, qu'on situe probablement à l'est de Méallet, sur une confluence de la rivière Marilhou
À part la construction d'une cellule dans sa caverne, Calupan ne travaille pas. Il a un serviteur et ses anciens compagnons lui fournissent sa nourriture. Calupan recherche la solitude, mais Avit l'ordonne diacre et prêtre,. Il se retrouve donc avoir charge d'âmes, tout en restant dans sa grotte. 
L'Église cherche à christianiser les cultes des fontaines en les attribuant à des saints. C'est ainsi que Grégoire de Tours évoque la fontaine de Calupan. Comme dans d'autres récits hagiographiques, le serpent est un animal maléfique combattu par le saint. Grégoire de Tours relate la peur de Calupan devant des serpents ou d'énormes dragons.
Pour Calupan, la vie dans la solitude est un aboutissement. Il meurt en ermite, en 576. Il est un saint catholique, fêté le 3 mars.

#### Source
- Grégoire de Tours (texte établi et traduit par Luce Pietri), La vie des Pères, Paris, Les Belles lettres, coll. « Les classiques de l'histoire au Moyen âge » (no 55), 2016, 360 p. (ISBN 978-2-251-34306-8, présentation en ligne).

#### Études historiques
- Brigitte Beaujard, Le culte des saints en Gaule : Les premiers temps, d'Hilaire de Poitiers à la fin du VIe siècle, Paris, Éditions du Cerf, coll. « Histoire religieuse de la France », 2000, 613 p. (ISBN 978-2-204-06430-9 et 978-2-204-05618-2).
- Walter Guelphe, « L'érémitisme dans le Sud-Ouest de la Gaule à l'époque mérovingienne », Annales du Midi, vol. 98, no 175,‎ 1986, p. 293–315 (DOI 10.3406/anami.1986.2107, lire en ligne, consulté le 21 avril 2025).
- Fabrice Guizard-Duchamp, Les terres du sauvage dans le monde franc (IVe – IXe siècle), Rennes, Presses universitaires de Rennes, coll. « Histoire », 2009, 283 p. (ISBN 9782753508507, lire en ligne).

### Liens
- San Caluppano sur SantieBeati.
- Saint Calupan sur nominis.